# Beau Bridges
Beau Bridges (eredeti neve: Lloyd Vernet Bridges III.) (Hollywood, 1941. december 9. –) kétszeres Golden Globe- és háromszoros Primetime Emmy-díjas amerikai színész. Lloyd Bridges fia, Jeff Bridges testvérbátyja.

## Élete és pályafutása
Szülei: Lloyd Bridges (1913-1998) amerikai színész és Dorothy Dean (1915-2009) színésznő voltak. Egyetemi tanulmányait a Kaliforniai Egyetemen és a Hawaii Egyetemen végezte el. 
1949-ben szerepelt először filmen, amely A vörös póni volt. 1962-1963 között öccsével a The Lloyd Bridges Show-ban szerepelt. 1989-ben főszerepet játszott az Azok a csodálatos Baker fiúk című filmben. 1993-1994 között a Harts of the West című televíziós sorozatban is szerepet kapott. 1995-ben a Végtelen határok című filmben édesapjával együtt filmezett. 1998-ban ő alakította a Maximun Bob-ban Bob bírót. 
2001-ben vendégszerepelt a Will és Grace című TV-filmben. 2001-2003 között Tom Gage szenátor alakította Az Ügynökség című televíziós sorozatban. 2003-ban csillagot kapott a Hollywood Walk of Fame-en. 2005-2006 között a Csillagkapu című sorozatban Hank Landry tábornok megformálója volt. 2005-2008 között A nevem Earl című filmsorozatban Carl Hickey-t játszotta. 2009-ben vendégszereplője volt a Született feleségek 100. részének, ahol Eli Scruggs alakítója volt.

## Magánélete
1964-1984 között Julie Bridges (Julie Landifield) színésznő volt a felesége. 1984 óta Wendy Treece a felesége. Öt gyermeke van; Casey Bridges (1969, adoptált), Jordan Bridges (1973) színész, Dylan Bridges (1985) színész, Emily Bridges (1986) színésznő és Jeffery Bridges (1993) színész.

## Filmográfia

### Film
| Év   | Magyar cím                                    | Eredeti cím                           | Szerep                          | Magyar hang      |
| ---- | --------------------------------------------- | ------------------------------------- | ------------------------------- | ---------------- |
| 1948 |                                               | No Minor Vices                        | Bertram                         |                  |
| 1948 |                                               | Force of Evil                         | Frankie Tucker                  |                  |
| 1949 |                                               | The Red Pony                          | Beau                            |                  |
| 1949 |                                               | Zamba                                 | Tommy                           |                  |
| 1951 |                                               | The Company She Keeps                 | Obie                            |                  |
| 1961 |                                               | The Explosive Generation              | Mark                            |                  |
| 1965 | Óriások falva                                 | Village of the Giants                 | Fred                            |                  |
| 1967 | New York hajnali háromkor                     | The Incident                          | Felix                           |                  |
| 1968 |                                               | For Love of Ivy                       | Tim Austin                      |                  |
| 1969 | Vidáman, Vidáman                              | Gaily, Gaily                          | Ben Harvey                      |                  |
| 1970 |                                               | Adam's Woman                          | Adam                            |                  |
| 1970 | A háziúr                                      | The Landlord                          | Elgar                           | Szokol Péter     |
| 1971 |                                               | The Christian Licorice Store          | Cane                            |                  |
| 1972 |                                               | Hammersmith Is Out                    | Billy Breedlove                 |                  |
| 1972 |                                               | Child's Play                          | Paul Reis                       |                  |
| 1973 |                                               | Your Three Minutes Are Up             | Charlie                         |                  |
| 1974 | Drága Molly                                   | Lovin' Molly                          | Johnny                          | Rudolf Péter     |
| 1975 |                                               | The Other Side of the Mountain        | Dick Buek                       |                  |
| 1976 | Nyári szerelem                                | One Summer Love                       | Jesse                           |                  |
| 1976 | A jamaikai kalóz                              | Swashbuckler                          | Folly                           | Fekete Zoltán    |
| 1976 | Rémület a stadionban                          | Two-Minute Warning                    | Mike Ramsay                     |                  |
| 1977 |                                               | Greased Lightning                     | Hutch                           |                  |
| 1979 | Norma Rae                                     | Norma Rae                             | Sonny                           | Oszkay Csaba     |
| 1979 | Az ötödik muskétás                            | The Fifth Musketeer                   | Fülöp Lajos                     | Kautzky Armand   |
| 1979 | Édes vétkezés                                 | The Runner Stumbles                   | Toby Felker                     |                  |
| 1980 |                                               | Silver Dream Racer                    | Bruce McBride                   |                  |
| 1981 | Mulató a sztrádán                             | Honky Tonk Freeway                    | Duane Hansen                    |                  |
| 1982 | Éjszakai átkelés                              | Night Crossing                        | Günter Wetzel                   |                  |
| 1982 | A vád tanúja                                  | Witness for the Prosecution           | Leonard Vole                    | Balkay Géza      |
| 1982 | A vád tanúja                                  | Witness for the Prosecution           | Leonard Vole                    | Maday Gábor      |
| 1982 | Szerelemgyerek                                | Love Child                            | Jack Hansen                     |                  |
| 1983 | Nő a volánnál                                 | Heart Like a Wheel                    | Connie                          | Tordy Géza       |
| 1984 |                                               | The Hotel New Hampshire               | Mr. Win Berry                   |                  |
| 1987 | A gyilkosság ideje                            | The Killing Time                      | Sam Wayburn                     | Vass Gábor       |
| 1987 |                                               | The Wild Pair                         | Joe Jennings                    |                  |
| 1988 | Az igazság 7 órája                            | Seven Hours to Judgment               | John Eden                       |                  |
| 1989 | A vasháromszög-akció                          | The Iron Triangle                     | Keene kapitány                  | Berzsenyi Zoltán |
| 1989 | Életjelek                                     | Signs of Life                         | John Alder                      |                  |
| 1989 | Azok a csodálatos Baker fiúk                  | The Fabulous Baker Boys               | Frank Baker                     | Varga T. József  |
| 1989 | A varázsló                                    | The Wizard                            | Sam Woods                       | Berzsenyi Zoltán |
| 1990 | Élünk, halunk, örökölünk                      | Daddy's Dyin': Who's Got the Will?    | Orville Turnover                | Dengyel Iván     |
| 1991 | Aki kapja, marha                              | Married to It                         | John Morden                     | Kerekes József   |
| 1992 | A bajnok és a kölyök                          | Sidekicks                             | Jerry                           | Csankó Zoltán    |
| 1996 | Jerry Maguire – A nagy hátraarc               | Jerry Maguire                         | Matt Cushman                    | Hollósi Frigyes  |
| 1997 | Mars a Marsra                                 | RocketMan                             | Bud Nesbitt                     | Rosta Sándor     |
| 1999 | Felcserélt szerepek (Álarcos komédia)         | The White River Kid                   | Daddy Weed                      | Bácskai János    |
| 2000 | Rongy élet                                    | Sordid Lives                          | G.W. Nethercoth                 | Rosta Sándor     |
| 2000 | Családom a halálom                            | Meeting Daddy                         | Larry Branson                   |                  |
| 2001 | Kosarasok                                     | Boys Klub                             | Mario apja                      |                  |
| 2004 |                                               | Debating Robert Lee                   | Mr. Lee                         |                  |
| 2005 | Jack és Rose balladája                        | The Ballad of Jack and Rose           | Marty Rance                     | Varga T. József  |
| 2005 | Mosoly                                        | Smile                                 | Steven                          | Varga T. József  |
| 2006 | Megleslek.com                                 | I-See-You.Com                         | Harvey Bellinger                | Kerekes József   |
| 2006 | A jó német                                    | The Good German                       | Muller ezredes                  | Vass Gábor       |
| 2006 | Malac a pácban                                | Charlotte's Web                       | Dr. Dorian                      | Csankó Zoltán    |
| 2007 |                                               | Americanizing Shelley                 | Gary Gordon                     |                  |
| 2007 |                                               | Spinning Into Butter                  | Burton Strauss dékán            |                  |
| 2008 | Csillagkapu: Az igazság ládája                | Stargate: The Ark of Truth            | Hank Landry tábornok            | Uri István       |
| 2008 | Csillagkapu: Continuum                        | Stargate: Continuum                   | Hank Landry tábornok            | Uri István       |
| 2008 | Max Payne – Egyszemélyes háború               | Max Payne                             | BB Hensley                      | Papp János       |
| 2010 | Szabadítsátok ki Willyt! – A Kalóz-öböl akció | Free Willy: Escape from Pirate's Cove | Gus Grisby                      | Szilágyi Tibor   |
| 2010 | A barátnőm pasija                             | My Girlfriend's Boyfriend             | Logan Young                     | Harsányi Gábor   |
| 2011 |                                               | Don't Fade Away                       | Chris White                     |                  |
| 2011 | Utódok                                        | The Descendants                       | Hugh                            | Holl Nándor      |
| 2012 | Sose bízz a szomszédodban!                    | Columbus Circle                       | Dr. Ray Fontaine                | Varga T. József  |
| 2012 |                                               | Eden                                  | Bob Gault                       |                  |
| 2012 | Üss vagy fuss!                                | Hit & Run                             | Clint Perkins                   | Varga T. József  |
| 2012 |                                               | From Up on Poppy Hill                 | Yoshio Onodera (angol hangja)   |                  |
| 2013 |                                               | Rushlights                            | Brogden seriff                  |                  |
| 2014 |                                               | 1000 to 1: The Cory Weissman Story    | edző                            |                  |
| 2014 | Kaguya hercegnő története                     | The Tale of the Princess Kaguya       | Kuramochi herceg (angol hangja) | Gyurin Zsolt     |
| 2015 |                                               | Underdog Kids                         | Ron                             |                  |
| 2016 |                                               | Lawless Range                         | Mr. Reed                        |                  |
| 2017 | Hegyek között                                 | The Mountain Between Us               | Walter                          | Bácskai János    |
| 2018 |                                               | Galveston                             | Stan                            |                  |
| 2018 |                                               | All About Nina                        | Larry Michaels                  |                  |
| 2018 |                                               | Dirty Politics                        | Hank                            |                  |
| 2019 |                                               | Supervized                            | Ted                             |                  |
| 2019 | Máshol                                        | Elsewhere                             | apa                             | Papp János       |
| 2020 | Egy éj Miamiban…                              | One Night in Miami...                 | Mr. Carlton                     | Papp János       |

### Televízió

#### Sorozat
- The Clear Horizon (1960-1962)
- Disneyland (1967)
- For Love of Ivy (1968)
- Adam’s Woman (1970)
- The Cristian Licorice Store (1971)
- Hammersmith Is Out (1972)
- The Men Without a Country (1973)
- Your Three Minutes Are Up (1973)
- The Stranger Who Looks Like Me (1974)
- Benjamin Franklin (1974)
- Medical Story (1975)
- A hegy másik oldala (1975)
- Dragonfly (1976)
- Greased Lightning (1977)
- Négy toll (1978)
- Shimmering Light (1978)
- The President's Mistress (1978)
- The Runner Stumbles (1979)
- The Child Stealer (1979)
- Az ötödik muskétás (1979)
- Silver Dream Racer (1980)
- The Kid from Nowhere (1982)
- The Red-Light Sting (1984)
- Space (1985)
- Alice csodaországban (1985)
- Outrage! (1986)
- A döntés joga (1986)
- A gyilkosság ideje (1987)
- The Wild Pair (1987)
- Az igazság 7 órája (1988)
- Just Another Secret (1989)
- The Iron Triangle (1989)
- Az égből pottyant barát (1990)
- Az elnök szolgálatában (1991)
- Mesék a kriptából III. (1991)
- Vadvirágok (1991)
- Harts of the West (1993-1994)
- Anyuci tutira megy (1993)
- Secret Sins of the Father (1994)
- Million Dollar Babies (1994)
- Végtelen határok (1995)
- Kissinger és Nixon (1995)
- A Stranger to Love (1996)
- Losing Chase (1996)
- The Uninvited (1996)
- Nightjohn (1996)
- Hidden in America (1996)
- A második polgárháború (1997)
- Maximum Bob (1998)
- Családom a halálom (1998)
- Felcserélt szerepek (1999)
- Majomper (1999)
- Barnum cirkusz (1999)
- Common Ground (2000)
- The Christmas Secret (2000)
- Családom a halálom (2000)
- Gyanús idegen (2000)
- Utazás a mítoszok földjére (2001)
- Will és Grace (2001)
- The Agency (2001-2003)
- Volt egyszer egy boldog család... (2002)
- Találkozás az ismeretlennel (2002)
- Porrá zúzott álmok (2003)
- Debating Robert Lee (2004)
- Evel Knievel (2004)
- Into the West (2005)
- A nevem Earl (2005-2008)
- Amerikai fater (2005-2006)
- Csillagkapu (2005-2006)
- 10.5 – Apokalipszis (2006)
- Two Families (2007)
- Született feleségek (2009)
- A főnök (2009)
- Testvérek (2011)

## Fontosabb díjak és jelölések
- Az amerikai filmkritikusok díja (1990)
- Emmy-díj (1992, 1993, 1997)
- Golden Globe-díj (1992, 1994)

## Fordítás
- Ez a szócikk részben vagy egészben  a   Beau Bridges című angol Wikipédia-szócikk fordításán alapul.  Az eredeti cikk szerkesztőit annak laptörténete sorolja fel. Ez a jelzés csupán a megfogalmazás eredetét és a szerzői jogokat jelzi, nem szolgál a cikkben szereplő információk forrásmegjelöléseként.